# Anomanthodia
- Commons
- Wikispecies

Anomanthodia Hook.f.  é um género botânico pertencente à família Rubiaceae.

## Sinonímia
- Cupia  (Schult.) DC.
- Pseudixora Miq.

## Espécies
- Anomanthodia alveolata
- Anomanthodia auriculata
- Anomanthodia bakeri
- Anomanthodia corymbosa
- Anomanthodia dilleniacea
- Anomanthodia lancifolia